# مينيك دال هوغ
مينيك دال هوغ مواليد 4 مايو 1985 في نوك، هو لاعب كرة يد من جرينلاند يلعب كظهير أيسر. يلعب حاليا مع نادي آرهوس لكرة اليد ويحمل الرقم 33.

## المسيرة الاحترافية
لعب مع نادي جوج لكرة اليد في الدوري الدنماركي من سنة 2008 إلى 2010، ثم لعب مع نادي فريدريكيا لكرة اليد في موسم 2010-2011، ثم لعب مع نادي جوج لكرة اليد في الدوري الدنماركي من سنة 2012 إلى 2016، ثم لعب مع نادي آرهوس لكرة اليد في سنة 2016.